# Fred Fitton
Frederick Fitton (12 tháng 1 năm 1905 – 6 tháng 1 năm 1965) là một cầu thủ bóng đá người Anh thi đấu ở vị trí tiền đạo trung tâm cho nhiều đội ở Football League.